# Villars-Epeney
Villars-Epeney ist eine politische Gemeinde im Distrikt Jura-Nord vaudois des Kantons Waadt in der Schweiz.

## Geographie
Villars-Epeney liegt auf 548 m ü. M., 5 km östlich der Bezirkshauptstadt Yverdon-les-Bains (Luftlinie). Das Bauerndorf erstreckt sich auf dem leicht nach Nordosten geneigten Hang des Montéla im Molassehügelland des nördlichen Waadtländer Mittellandes.
Die Fläche des nur gerade 0,9 km² grossen Gemeindegebiets umfasst einen Abschnitt des Hügellandes zwischen dem Neuenburgersee und dem Broyetal. Der Gemeindeboden liegt am Nordosthang des Montéla, im Quellgebiet des Ruisseau de l'Epena, der in einer kleinen Mulde in diesem Hang fliesst. Der höchste Punkt der Gemeinde wird mit 580 m ü. M. im Wald des Montéla erreicht. Von der Gemeindefläche entfielen 1997 2 % auf Siedlungen, 15 % auf Wald und Gehölze und 83 % auf Landwirtschaft.
Die Nachbargemeinden von Villars-Epeney sind im Westen und Norden Cheseaux-Noréaz, im Osten Yvonand und im Süden Cuarny.

## Bevölkerung
Mit 100 Einwohnern (Stand 31. Dezember 2023) gehört Villars-Epeney zu den kleinsten Gemeinden des Kantons Waadt. Von den Bewohnern sind 98,0 % französischsprachig und 2,0 % portugiesischsprachig (Stand 2000). Die Bevölkerungszahl von Villars-Epeney belief sich 1900 auf 51 Einwohner. Nachdem sich die Bevölkerung bis 1970 auf 27 Personen verringerte, wurde seither wieder eine Bevölkerungszunahme registriert.

## Wirtschaft
Villars-Epeney lebt noch heute hauptsächlich von der Landwirtschaft, insbesondere vom Ackerbau und von der Viehzucht. Ausserhalb des primären Sektors gibt es kaum Arbeitsplätze im Dorf. Einige Erwerbstätige sind auch Wegpendler, die vor allem in Yverdon ihrer Arbeit nachgehen.

## Verkehr
Die Gemeinde liegt abseits der grösseren Durchgangsstrassen an einer Verbindungsstrasse von Cheseaux-Noréaz nach La Mauguettaz. Durch einen Postautokurs, der von Yverdon via Cheseaux-Noréaz nach Cuarny verkehrt, ist Villars-Epeney an das Netz des öffentlichen Verkehrs angebunden.

## Geschichte
Die erste urkundliche Erwähnung des Ortes erfolgte 1177 unter dem Namen Espiney, 1549 erschien die Bezeichnung Villars-Espiney. Nach den Burgunderkriegen kam Villars-Epeney als zu Yvonand gehörender Weiler 1476 unter die Verwaltung der Vogtei Grandson, die unter der gemeinen Herrschaft von Bern und Freiburg stand. Der Weiler wurde 1765 in den Status einer selbständigen Gemeinde erhoben. Nach dem Zusammenbruch des Ancien Régime gehörte Villars-Epeney von 1798 bis 1803 während der Helvetik zum Kanton Léman, der anschliessend mit der Inkraftsetzung der Mediationsverfassung im Kanton Waadt aufging. 1798 wurde es dem Bezirk Yverdon zugeteilt.

## Bilder

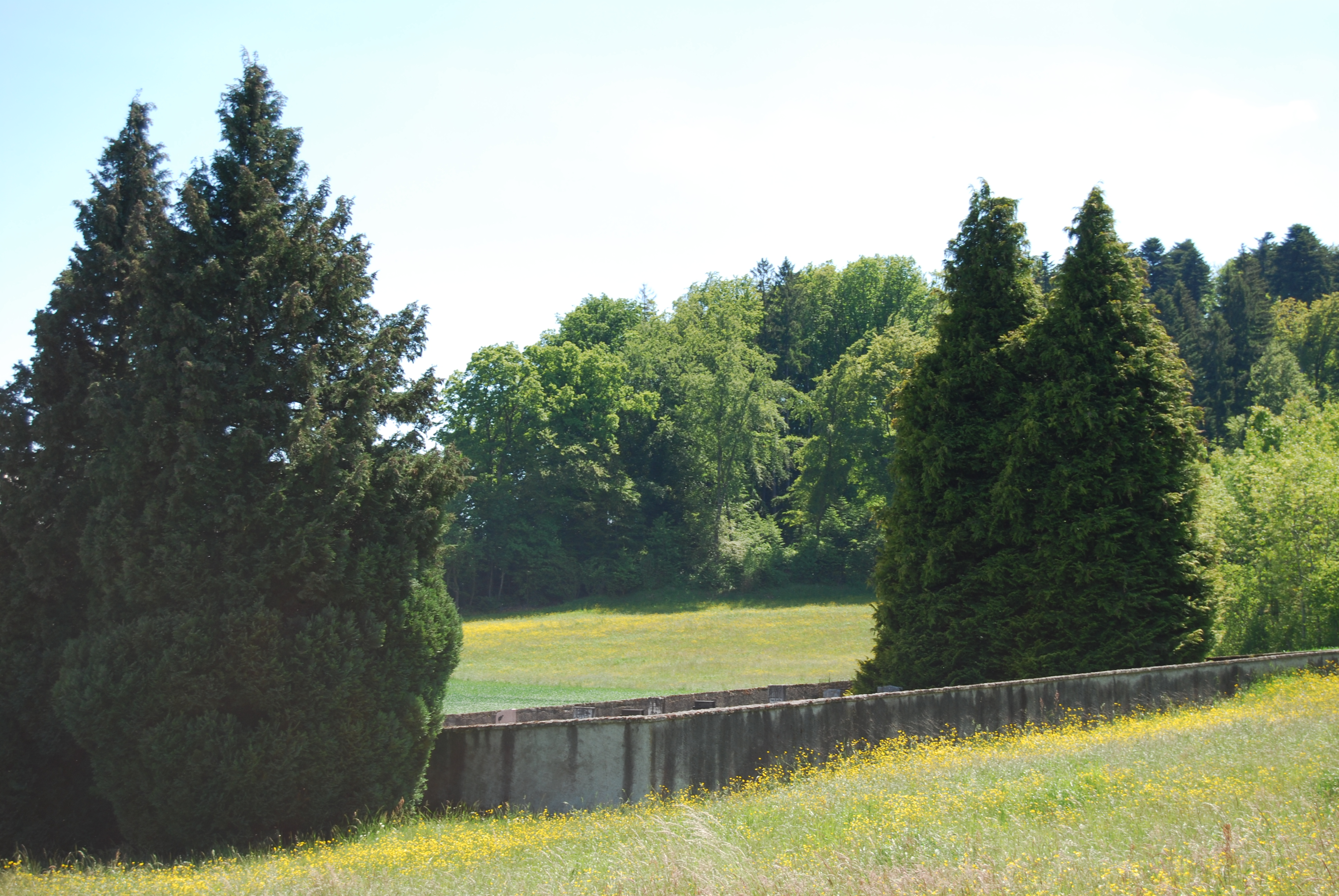
Friedhof
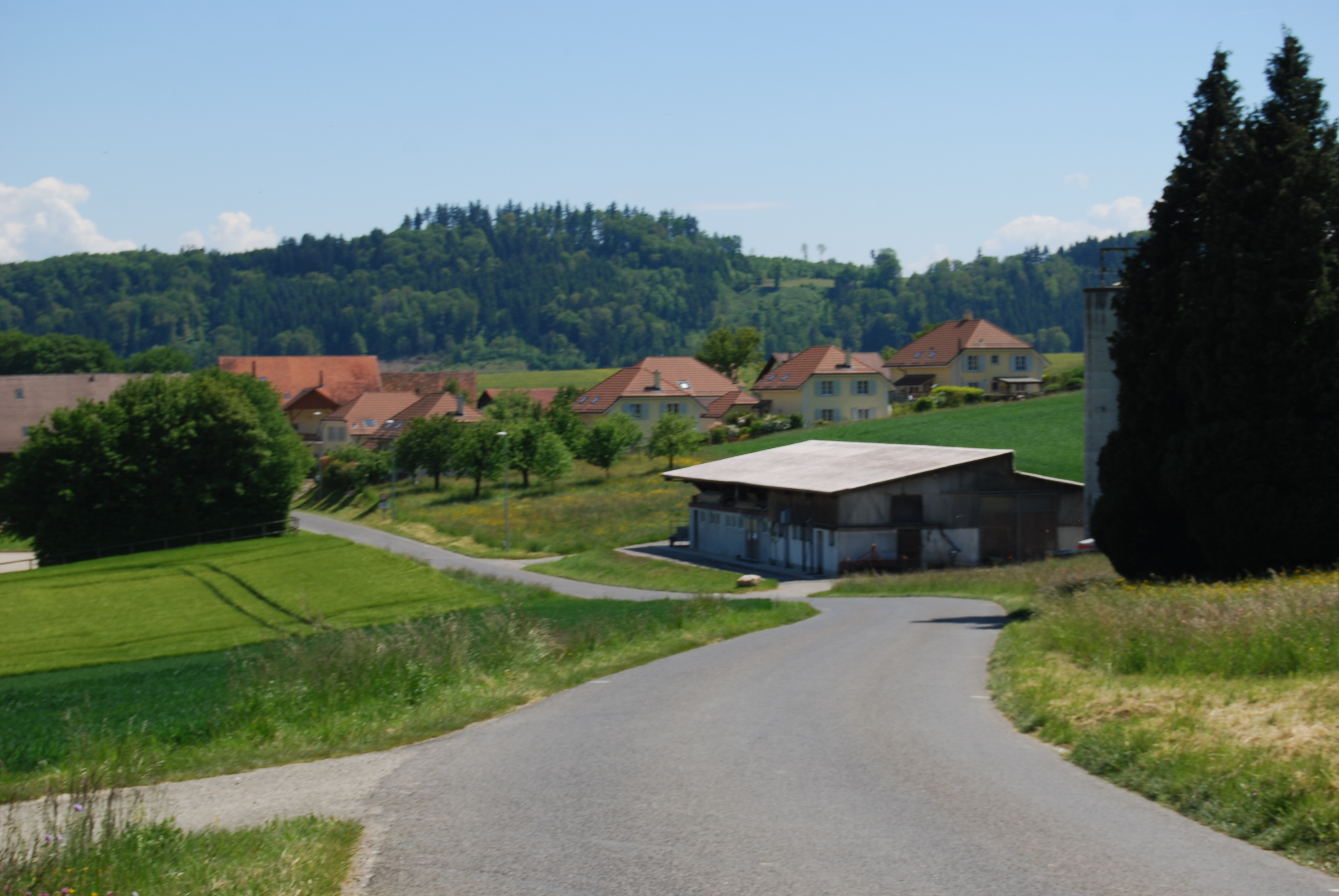
Blick aufs Dorf
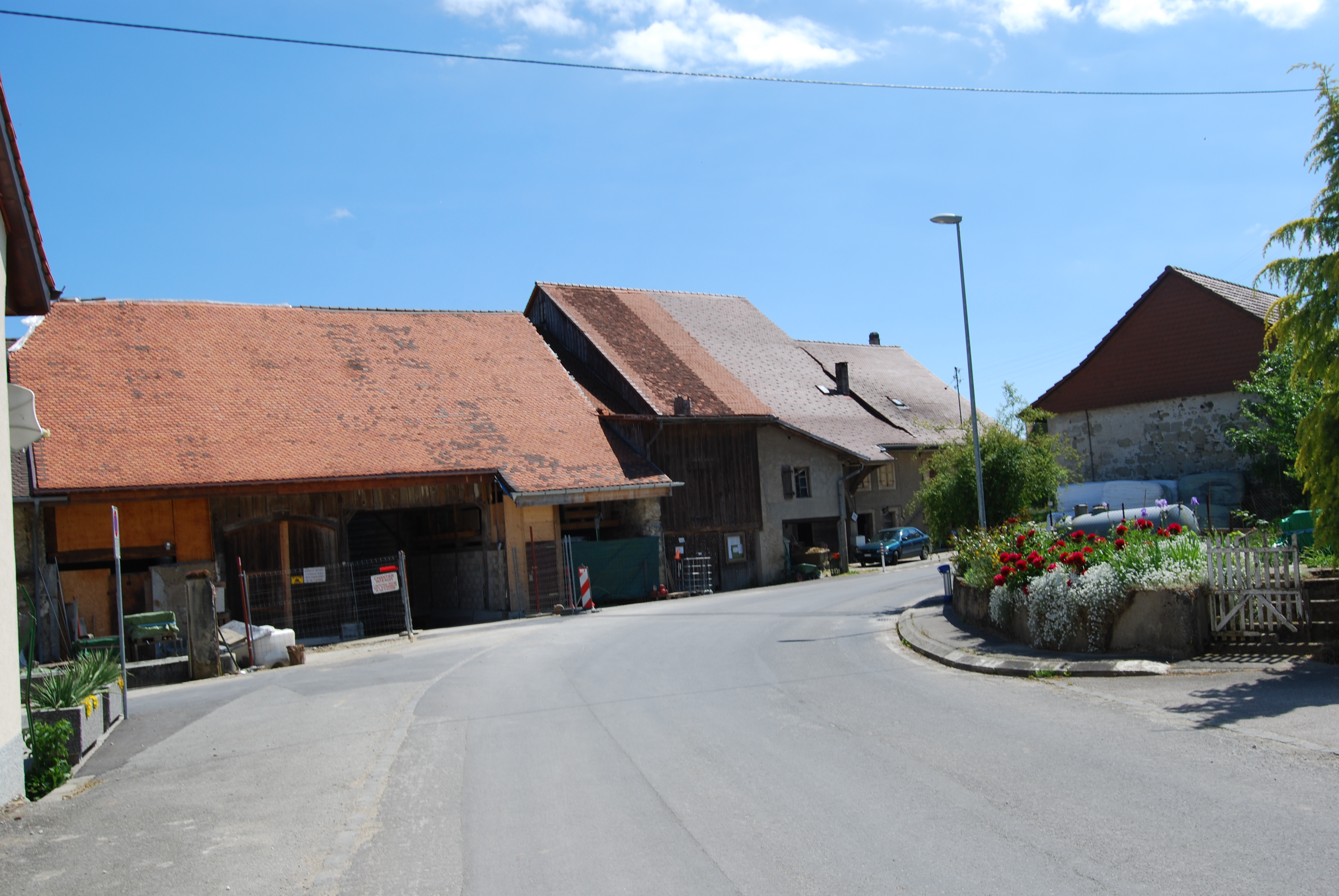
Dorfzentrum
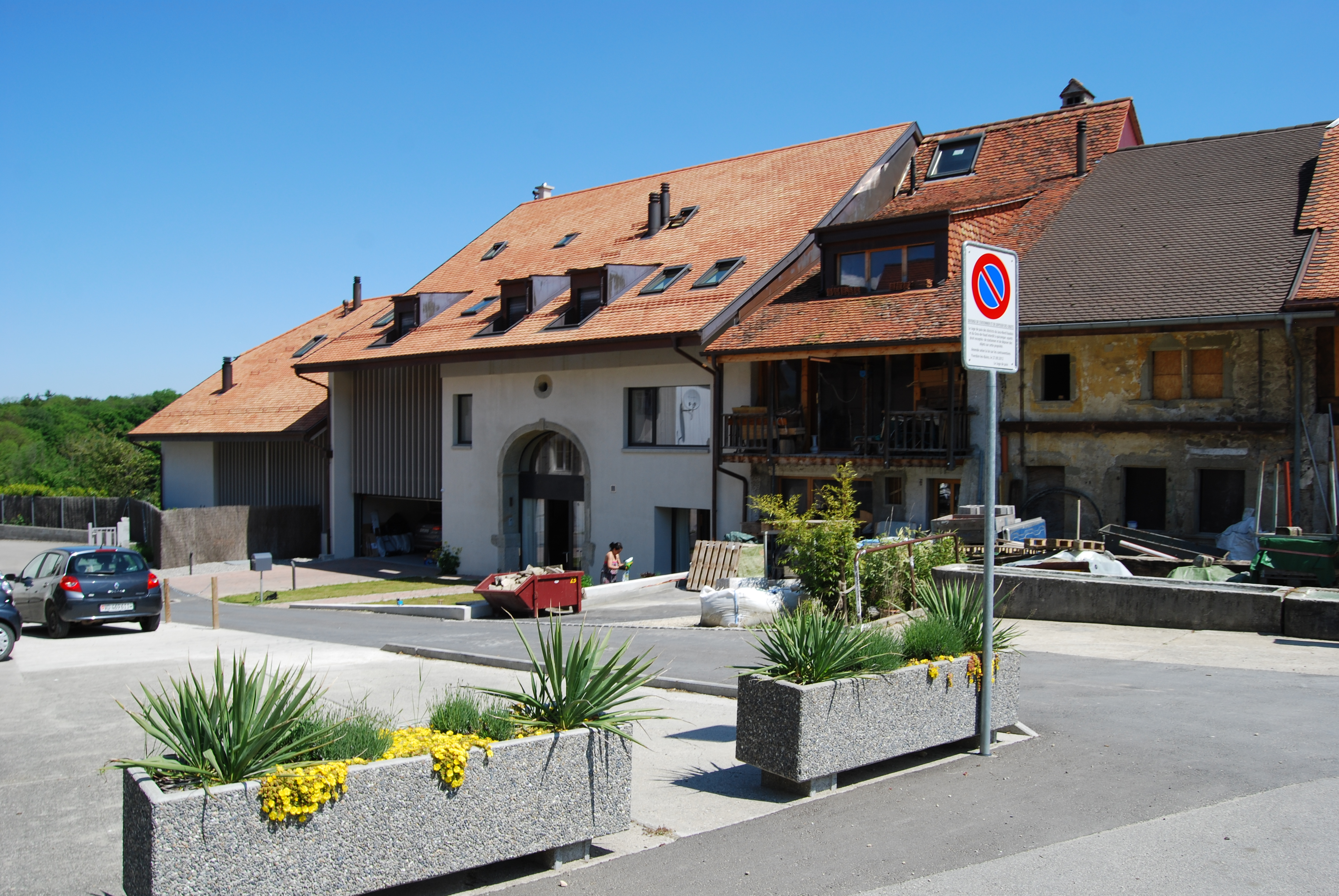
Bauernhaus im Dorfzentrum
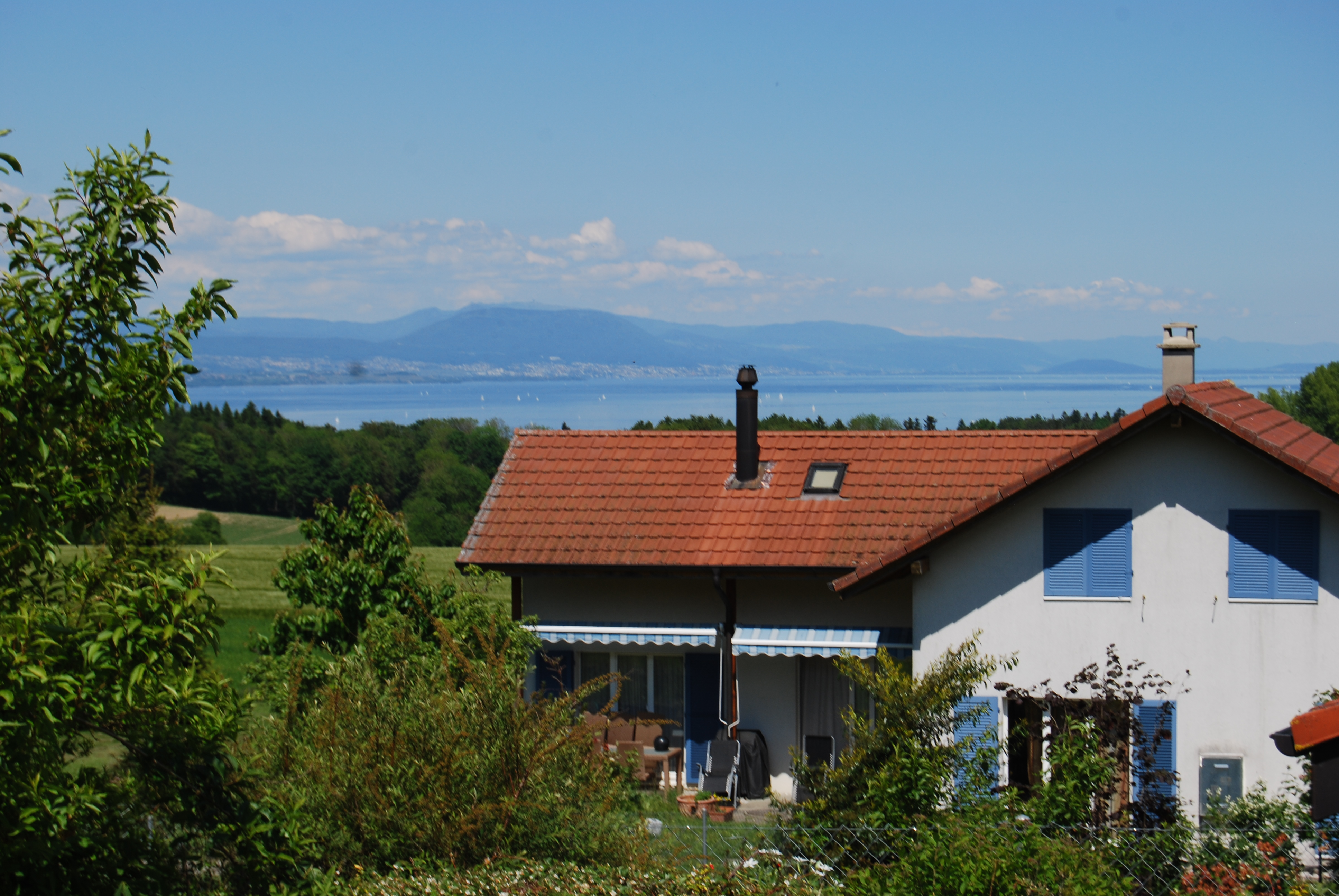
Blick auf den Neuenburgersee